# 白河水庫 (臺灣)
白河水庫，是位於台灣台南市白河區的一座人工水庫，建造於1965年，係攔截急水溪上游之白水溪溪水而成，是一座具備灌溉、防洪、給水等用途的多功能水庫。水庫潭面的表面積約170公頃，原有總容量達2500萬立方公尺，因多年來嚴重淤積而不勘使用，在2021年第一階段水庫清淤有成，庫容已恢復至有效蓄水量1387.5萬立方公尺。目前可提供台南市白河區、東山區及一部分後壁區的農田灌溉所需，面積2,900公頃；並供應台灣紙業公司新營紙廠的工業用水，以及台灣自來水公司白河營運所的民生用水，每日0.7萬立方公尺（白河淨水場）。

## 歷史

### 嚴重淤積
由於水庫內淤沙嚴重（約15,000,000立方公尺），削弱了灌溉與防洪功能，近年農水署嘉南管理處在枯水期採取「水力抽泥」與「陸上開挖」兩種工程方式，以減緩淤沙累積速度。2016–2019年間，排沙隧道工程及壩堤整修等相關工程陸續開始並進行至今。工期中，壩堤入口封閉，故民眾無法進入觀景。

## 周邊景點
白河水庫位於西拉雅國家風景區範圍內，被納為「關子嶺遊憩系統」的一部分，臨近有關子嶺溫泉、鹿寮水庫、白河大仙寺、六重溪溫泉等景點。

## 外部連結
- 經濟部水利署全球資訊網-白河水庫
- 台灣地區主要水庫蓄水量報告表 （页面存档备份，存于）
- 白河水庫 - 台南旅遊網 （页面存档备份，存于）
- 台灣水庫即時水情 （页面存档备份，存于）